# Abymes (AOC)
Pour les articles homonymes, voir Abymes.
Un abymes, ou un les-abymes, est un vin blanc sec produit sur une partie du vignoble de Savoie, autour des abymes du Myans, au pied du mont Granier.
Il s'agit d'une dénomination géographique au sein de l'appellation vin de Savoie, cette dernière protégée par une AOC en France et une AOP au niveau européen. Le nom complet de ce vin est donc vin de Savoie Abymes ou vin de Savoie Les Abymes.

## Histoire

### Moyen Âge
Au cours de la nuit du 24 au 25 novembre 1248, une paroi du mont Granier s’effondra soudainement. L'éboulement qui s'ensuivit détruisit tout sur 12 km2 et anéantit la paroisse de Saint-André, siège du décanat de Savoie, ainsi qu'une quinzaine de hameaux. Ce furent près de 5 000 personnes qui périrent,.

### Période moderne
L'avalanche de boue marneuse, de pierres et de blocs de calcaire s'arrêta au pied de Myans, village dédié à la Vierge, mais tout avait été ravagé et les terres étaient devenues incultes. Il fallut attendre le XVIIIe siècle pour que des viticulteurs venus de Chambéry décident de se remettre à cultiver la vigne sur les éboulis.

### Période contemporaine
Jusqu'au milieu du XXe siècle, les vins produits furent classés en VDQS avec l'autorisation pour la profession viti-vinicole d'ajouter le nom du lieu-dit pour identifier l'origine des vins. C'était un premier pas vers une politique de qualité. Elle fut reconnue par l'INAO qui classa en AOC les vins de Savoie par un décret daté du 4 septembre 1973.

## Étymologie
Impropre à toute culture pendant plusieurs siècles, cet amoncellement de roches et de marnes fut surnommé Les Abymes.

## Situation géographique

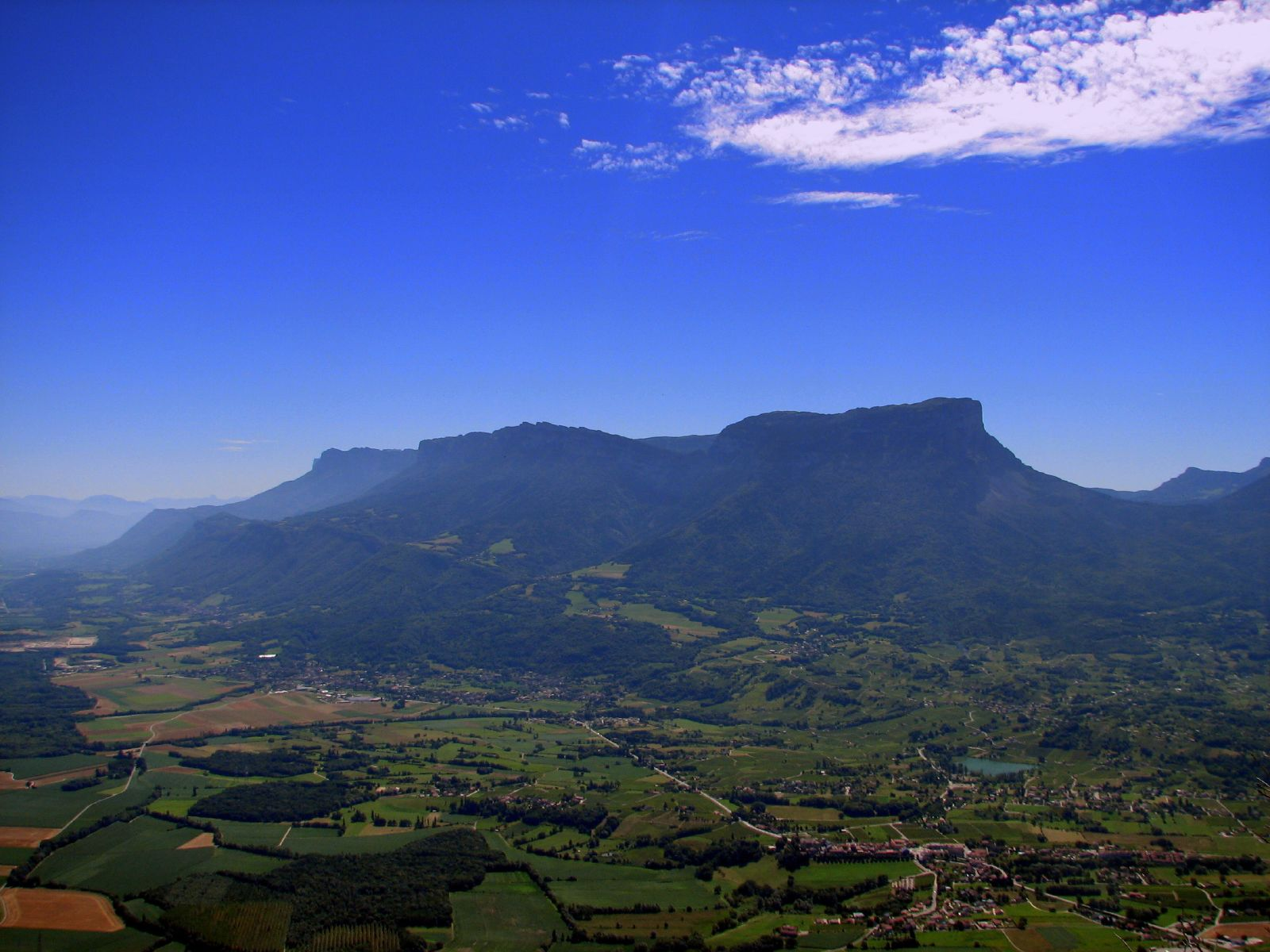
Mont Granier et vignoble des Abymes

Située au pied des massifs préalpins et dans la cluse de Chambéry, l'AOC Les Abymes jouxte celles d'Apremont et de Saint-Jeoire-Prieuré.

### Orographie
Le vignoble est implanté sur un chaos d'éboulis provenant du mont Granier et de moraines glaciaires,.

### Géologie
Implantées sur la totalité des « Abymes de Myans », d'époque holocène et provenant de la face nord-est du mont Granier et dont
une partie des matériaux s'est remise en mouvement par glissement sur les marnes du Valanginien,, les vignes sont cultivées sur des conglomérats de blocs de calcaire où se mêlent des sols alluvionnaires, des moraines glaciaires, des cônes d’éboulis et des terrasses fluviales.

### Climat
Ce terroir viticole est soumis à un climat continental-montagnard, avec des influences océanique et méditerranéenne.
Le tableau ci-dessous indique les températures et les précipitations pour l'année 2011 :
| Mois                                 | J    | F    | M    | A    | M    | J    | J    | A    | S    | O    | N    | D   | année |
| ------------------------------------ | ---- | ---- | ---- | ---- | ---- | ---- | ---- | ---- | ---- | ---- | ---- | --- | ----- |
| Températures moyennes minimales (°C) | -0,9 | -0,6 | 2,8  | 6,5  | 10,2 | 13,3 | 12,7 | 13,8 | 12,1 | 7,8  | 2,4  | 1,3 | 6,7   |
| Températures moyennes maximales (°C) | 6,6  | 9,4  | 14,4 | 21,4 | 25,0 | 24,2 | 24,6 | 27,6 | 24,2 | 17,5 | 12,9 | 8,5 | 18,0  |
| Précipitations (hauteur en mm)       | 47   | 21   | 57   | 20   | 97   | 134  | 178  | 81   | 97   | 59   | 18   | 271 | 1079  |
| Ensoleillement (en heures)           | 94   | 112  | 166  | 255  | 283  | 208  | 213  | 259  | 207  | 141  | 118  | 58  | 2114  |
| Source: Météo France et Météociel    |      |      |      |      |      |      |      |      |      |      |      |     |       |

Le tableau ci-dessous indique les records de températures minimales et maximales :
| Mois                                | J    | F     | M     | A    | M    | J    | J    | A    | S    | O    | N    | D     |
| ----------------------------------- | ---- | ----- | ----- | ---- | ---- | ---- | ---- | ---- | ---- | ---- | ---- | ----- |
| Températures maximales records (°C) | 17,9 | 20,5  | 24,6  | 27,7 | 31,4 | 36,1 | 38,3 | 38,8 | 32   | 29   | 23,3 | 22,7  |
| Années des températures maximales   | 2003 | 2001  | 1981  | 2005 | 2001 | 2003 | 1984 | 2003 | 1987 | 1985 | 1997 | 1989  |
| Températures minimales records (°C) | -19  | -14,4 | -10,3 | -4,6 | -1,4 | 2,8  | 5,4  | 5    | 1    | -4,3 | -10  | -13,5 |
| Années des températures minimales   | 1985 | 2012  | 2005  | 1986 | 1979 | 1975 | 1978 | 1986 | 1995 | 1997 | 1973 | 1976  |
| Source: Météo France et Lameteo.org |      |       |       |      |      |      |      |      |      |      |      |       |

Voici les normales mensuelles de températures et de précipitations de 1971 à 2000 :

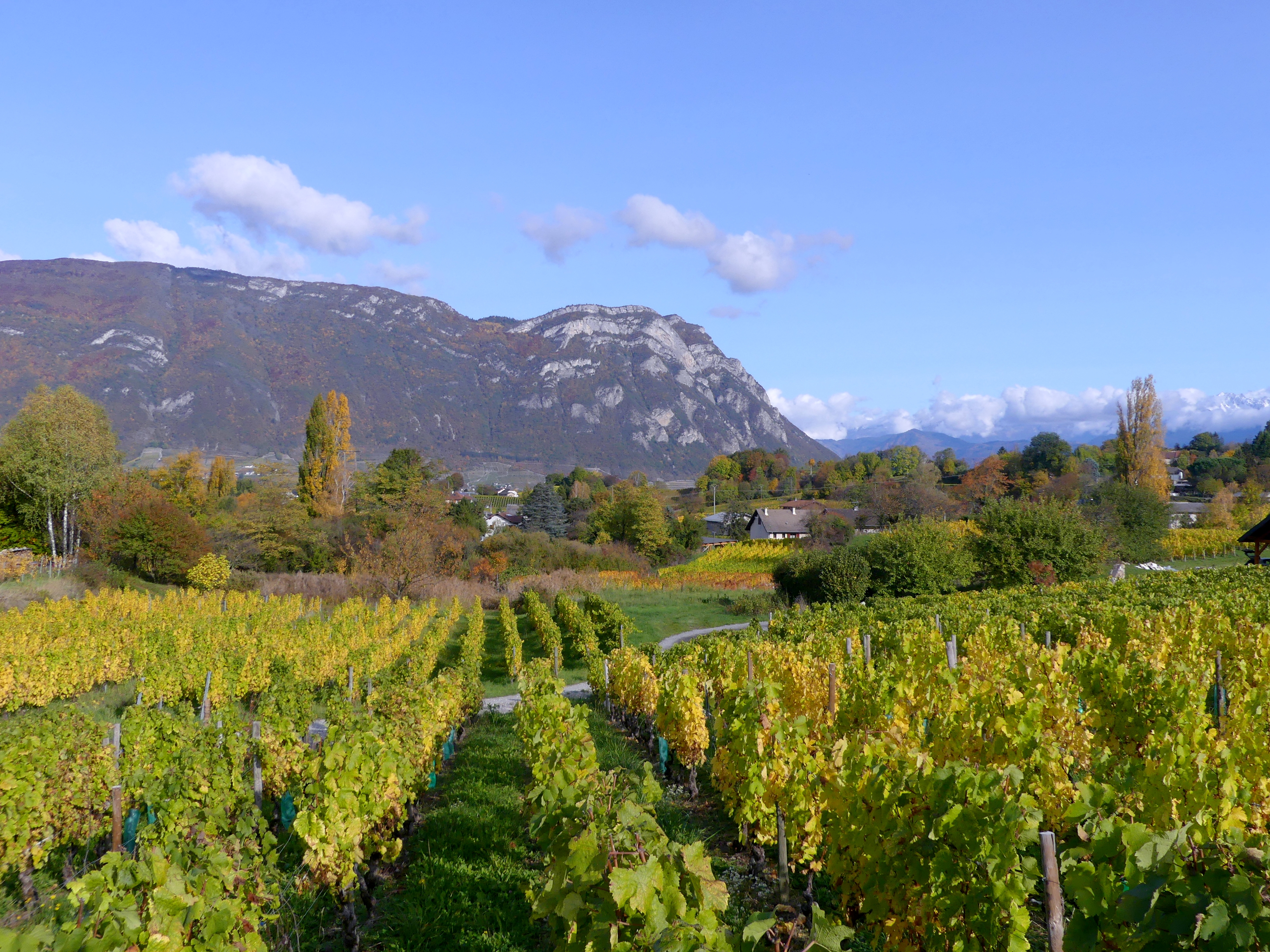
Le vignoble entre Apremont et Les Marches en automne.

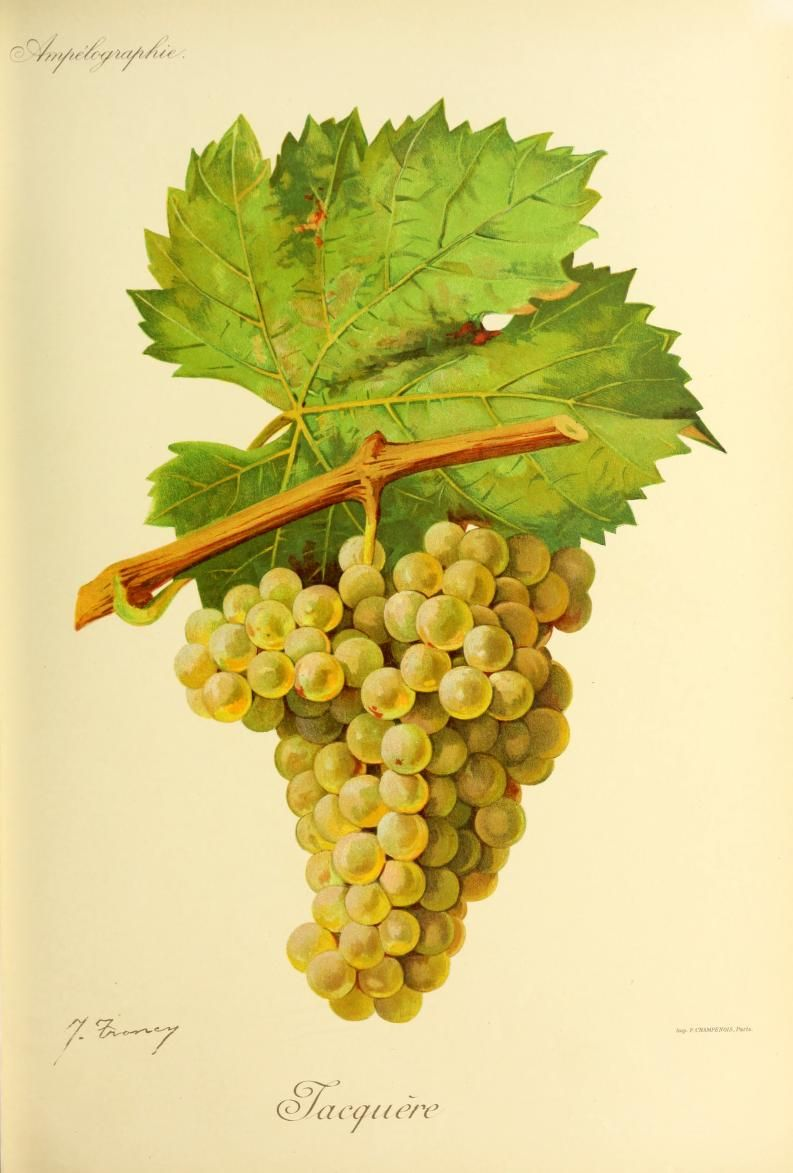
Grappe de Jacquère, lithographie de l'Ampélographie Viala et Vermorel

| Mois                                | J    | F     | M    | A    | M     | J     | J    | A    | S     | O     | N     | D    |
| ----------------------------------- | ---- | ----- | ---- | ---- | ----- | ----- | ---- | ---- | ----- | ----- | ----- | ---- |
| Températures maximales (°C)         | 5,7  | 7,9   | 12,3 | 15,4 | 20,2  | 23,7  | 26,7 | 26,3 | 21,9  | 16,1  | 9,8   | 6,6  |
| Températures minimales (°C)         | -1,3 | -0,5  | 1,9  | 4,5  | 9     | 12    | 14,2 | 13,8 | 10,7  | 6,8   | 2,1   | -0.3 |
| Précipitations (hauteur en mm)      | 106  | 107,2 | 99,6 | 95,9 | 109,3 | 104,4 | 98,4 | 82,7 | 125,2 | 127,7 | 111,4 | 129  |
| Nombre de jours avec précipitations | 10   | 9     | 11   | 11   | 12    | 10    | 8    | 8    | 9     | 11    | 10    | 11   |
| Source: Météo France et Météociel   |      |       |      |      |       |       |      |      |       |       |       |      |

## Vignoble

### Présentation
Le vignoble s'étend sur les communes d'Apremont, Les Marches, Myans (Savoie) et Chapareillan (Isère).

### Encépagement
Ce vin blanc sec est élaboré à base de 80 % minimum de Jacquère B,. Ce cépage typiquement savoyard est d'un mûrissement tardif, ce qui lui a permis de s'adapter parfaitement au climat de la Savoie. Les usages constants et loyaux d'un assemblage limité ont été entérinés par le décret de l'INAO. En Savoie sont autorisés, en tant que cépages secondaires : aligoté, altesse, chardonnay, mondeuse blanche et velteliner rouge précoce ; en Isère : marsanne et verdesse, avec un apport de 10 % maximum pour cette dernière variété.

### Méthodes culturales
Le rendement de base étant fixé à 68 hl/ha, c'est la taille guyot simple qui est la plus répandue avec 12 bourgeons au maximum,. La densité des pieds de vignes à l'hectare est aussi réglementée. Son minimal est fixé par décret à 5 000 pieds. Dans les faits, les vignerons dépassent ce seuil et utilisent deux méthodes, soit des vignes plantées à 8 000 pieds/ha qu'ils travaillent au tracteur enjambeur, soit des vignes à 6 000 pieds/ha où un tracteur vigneron est suffisant.

### Vinification et élevage
Dans la vinification en blanc la fermentation se déroule en dehors de tout contact avec les parties solides de la vendange (pépins, peaux du raisin, rafles). Le but de cette vinification est de faire ressortir le maximum des arômes contenus d'abord dans le raisin, ensuite en cours de fermentation, enfin lors du vieillissement.
L'extraction du jus et sa séparation des parties solides peuvent être précédés par un éraflage, un foulage et un égouttage, pour passer ensuite au pressurage. Mais ces phases sont évitées par nombre de vinificateurs pour éviter l'augmentation des bourbes. Le choix se porte sur une extraction progressive du jus puis un débourbage qui permet d'éliminer toute particule en suspension. La maîtrise des températures s'impose lors de la fermentation alcoolique. Elle se déroule entre 18 et 20° et dure entre 8 et 30 jours selon le type de vin désiré.
Le cahier des charges de l'AOC Abymes fixe son titre alcoométrique volumique naturel à un minimum de 9 %. Après enrichissement, le maximum autorisé est 12 %. De plus la teneur maximale en sucres résiduels est réglementée et ne doit pas excéder 8 grammes/litre.
Il est généralement admis qu'un vin blanc comme les Abymes a un potentiel de garde d'environ un an. La raison est que ces vins doivent être consommés avant oxydation pour conserver leur potentiel aromatique. Mais lors de dégustations verticales, il est apparu que ce vin a une aptitude à vieillir entre 3 et 10 ans. Son potentiel de garde pouvant varier selon le millésime et la façon de vinifier du producteur. Il est considéré que 1989, 1990 et 2010 furent de grands millésimes.

### Terroir et vins

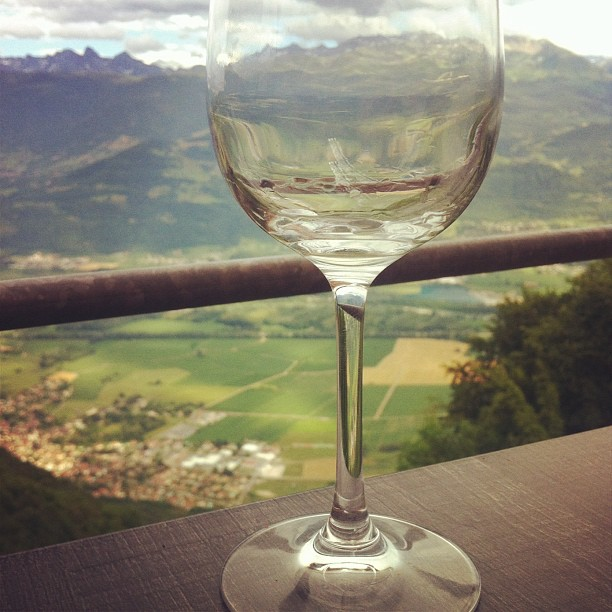
L’AOC Abymes dans sa robe de couleur jaune pâle à reflets verts

Le vin des Abymes se distingue par ses notes minérales et de fruits secs, caractéristiques de son terroir. De plus, il a en bouche une rondeur due aux sucres résiduels conservés lors de sa vinification.
Sa robe est d'une couleur jaune pâle à reflets verts. À l'agitation, ses arômes primaires de pierre à fusil et sa vivacité laissent percer des notes florales et fruitées, des pointes d'herbe fraîche, avec une présence marquée de miel, d'agrumes et de bonbons acidulés. Le blocage de sa fermentation malolactique lui confère un perlant sur la langue dû à la présence de gaz carbonique.

### Structure des exploitations
Le vignoble couvre 300 hectares.

### Type de vins et gastronomie
Comme pour tout vin blanc sec, la température de service est comprise entre 7 °C et 10 °C, avec une moyenne admise de 8 °C. Mais souvent les Abymes présentent une structure plus dense, avec plus de volume et de gras. Dans ce cas, il est souhaitable de le servir entre 10 et 13 °C.
Ce vin se marie avec des plats régionaux comme les diots, une poule au riz, la raclette, la tartiflette et la fondue savoyarde. Il accompagne parfaitement les poissons de rivière comme la truite et les fruits de mer,.

### Commercialisation
La production de l'appellation oscille annuellement entre 18 500 et 20 000 hectolitres. Ce qui représente 20 % de la production de vins blancs savoyards. La commercialisation commence à partir du 15 décembre suivant la récolte.

## Biographie
- Jean-Luc Berger, Les filières de la vinification, in La vigne et le vin, numéro hors série trimestriel de Science & Vie, no 155, septembre 1986, p. 72-79,  (ISSN 0151-0282)
- Gilbert et Gaillard, Les vins de Savoie, Éd. Solar, 1991  (ISBN 2263017771)
- André Combaz, Les vins des terroirs de Savoie, Éd. J.P. Taillandier, Suresnes, 1992.  (ISBN 2876360950)